# Acarospora stapfiana
Acarospora stapfiana är en lavart som först beskrevs av Johannes Müller Argoviensis, och fick sitt nu gällande namn av Hue. Acarospora stapfiana ingår i släktet Acarospora och familjen Acarosporaceae.   Inga underarter finns listade i Catalogue of Life.